# 리바스 푸투라역
리바스 푸투라 역(스페인어: Rivas Futura)은 마드리드 지하철 9호선의 역이다. 마드리드 지방 리바스바시아마드리드의 신도시에 있는 콘셉시온 아레날 거리와 마리 퀴리 거리에 나란히 위치해 있다. 요금구역 상으로는 B1구역에 속한다.

## 역사
2008년 7월 11일에 문을 열었다. 스페인의 건축가 프란시스코 란디네스 구티에레스와 마리아 안토니아 곤살레스발카르셀 산체스푸에예스의 주도로 건축사 LGV와 마드리드 건축스튜디오에서 설계를 맡았다. TFM 사의 영업시간 제한에 따라 나머지 지하철역보다 영업을 일찍 종료한다.
2018년 8월 4일부터 9월 1일까지 공사 문제로 영업을 일시 중단한다.

## 환승 정보
역 주변에 버스 정류장이 총 두 곳 있다.
버스
- 시외버스
  - 331, 334번 노선 (주간)

지하철과 세르카니아스
| 마드리드 지하철                          | 마드리드 지하철       | 마드리드 지하철                        |
| ---------------------------------------- | --------------------- | -------------------------------------- |
| 리바스 우르바니사시오네스 파코 데 루시아 | 마드리드 지하철 9호선 | 리바스 바시아마드리드 아르간다 델 레이 |